# Lakelse Lake Park
Lakelse Lake Park är en park i Kanada.   Den ligger i provinsen British Columbia, i den sydvästra delen av landet, 3 800 km väster om huvudstaden Ottawa. Lakelse Lake Park ligger 94 meter över havet. Den ligger vid sjön Lakelse Lake.
Terrängen runt Lakelse Lake Park är kuperad västerut, men österut är den bergig. Närmaste större samhälle är Terrace, 15,8 km norr om Lakelse Lake Park.
I omgivningarna runt Lakelse Lake Park växer i huvudsak barrskog. Trakten runt Lakelse Lake Park är nära nog obefolkad, med mindre än två invånare per kvadratkilometer.